# Sabana de Mendoza (Venezuela)
Pour les articles homonymes, voir Sabana.
Sabana de Mendoza est une ville de l'État de Trujillo au Venezuela, capitale de la paroisse civile de Sabana de Mendoza et chef-lieu de la municipalité de Sucre.